# 148-ма резервна дивізія (Третій Рейх)
148-ма резервна дивізія (Третій Рейх) (нім. 148. Reserve-Division) — резервна піхотна дивізія Вермахту, що входила до складу німецьких сухопутних військ у роки Другої світової війни.

## Історія
148-ма резервна дивізія була сформована 1 жовтня 1942 року у французькому Меці шляхом перейменування дивізії № 148. У грудні 1942 року дивізію перевели до Сілезії й у травні 1943 року до Тулузи. У листопаді 1943 року сталася чергова передислокація в район Ніцци. Після висадки союзників дивізії було визначено бойове завдання щодо захисту альпійських перевалів між Італією та Францією в районах Ментона, Ніцца, Канни. 2 липня 1944 року дивізія була переведена до складу польової армії і 18 вересня 1944 року перейменована на 148-у піхотну дивізію.

## Райони бойових дій
- Франція (жовтень — грудень 1942);
- Німеччина (грудень 1942 — травень 1943);
- Франція (травень — жовтень 1943);
- Італія (жовтень 1943 — серпень 1944).

## Командування

### Командири
- генерал-лейтенант Герман Беттхер (нім. Hermann Böttcher) (1 жовтня 1942 — 1 квітня 1943);
- генерал-лейтенант Фрідріх-Вільгельм фон Роткірх унд Пантен (нім. Friedrich-Wilhelm von Rotkirch und Panthen) (1 квітня — 25 вересня 1943);
- генерал-лейтенант Отто Фреттер-Піко (нім. Otto Fretter-Pico) (25 вересня 1943 — 20 березня 1944);
- генерал-лейтенант Отто Шенгерр (нім. Otto Schönherr) (20 березня — 18 вересня 1944).

### Підпорядкованість
| Час       | Корпус         | Армія                     | Група армій (округ) | Штаб                |
| --------- | -------------- | ------------------------- | ------------------- | ------------------- |
| 1942      |                |                           |                     |                     |
| 22 жовтня | LXVI рез.к     |                           | Група армій «D»     | Тулуза              |
| 1943      |                |                           |                     |                     |
| вересень  | LXVI рез.к     |                           | Група армій «D»     | Тулуза              |
| листопад  |                | 19 А                      | Група армій «D»     | Тулуза              |
| грудень   | Група «Кнісса» | 19 А                      | Група армій «D»     | Ніцца               |
| 1944      |                |                           |                     |                     |
| січень    | Група «Кнісса» | 19 А                      | Група армій «D»     | Ніцца               |
| квітень   | LXII ак        | 19 А                      | Група армій «G»     | Тулон               |
| серпень   | LXXV ак        | Армійська група «Лігурія» | Група армій «C»     | Альпійські перевали |

### Склад
| 1943                                 |
| ------------------------------------ |
| 8-й резервний гренадерський полк     |
| 28-й резервний гренадерський полк    |
| 239-й резервний гренадерський полк   |
| 7-й резервний піхотний батальйон     |
| 28-й резервний піхотний батальйон    |
| 38-й резервний піхотний батальйон    |
| 84-й резервний піхотний батальйон    |
| 164-й резервний піхотний батальйон   |
| 183-й резервний піхотний батальйон   |
| 327-й резервний піхотний батальйон   |
| 350-й резервний піхотний батальйон   |
| 444-й резервний піхотний батальйон   |
| 452-й резервний піхотний батальйон   |
| 461-й резервний піхотний батальйон   |
| 8-й резервний артилерійський полк    |
| 1048-ма протитанкова рота            |
| 8-й резервний інженерний батальйон   |
| 1048-й резервний самокатний ескадрон |
| 1048-ма рота зв'язку                 |